# Венеция (Варминьско-Мазурское воеводство)
Венеция (Венецья, пол. Wenecja) — деревня в Польше, находятся в Острудском повяте Варминьско-Мазурского воеводства, относится к гмине Моронг. Находится в 9 км к юго-западу от Моронга. В 2011 году в деревне проживали 247 человек.

## История
О периоде когда в здешней местности жили пруссы, свидетельствуют артефакты на северном берегу озера Бартенжек, расположенном в 2 км к юго-западу от Венеции.
Деревня упоминается в документах 1336 года. В 1782 году в деревне было 33 дома («дыма»), в 1858 году в 30 домашних хозяйствах числился 361 житель. В 1937-39 годах здесь было 441 житель. До 1945 года деревня называлась Венедин (нем. Wenedien). В 1973 году деревня относилась к Моронгскому повяту. В 1975—1998 годы административно относилось к Ольштынскому воеводству.

## Окрестности
- Холендры (пол. Holendry или Холлендер-Визе — нем. Holländer Wiese) — луг, расположенный к югу от деревни Венеция, на восточном берегу озера Бартенжек[3].
- Хлебувка  (пол. Chlebówka или Клебб-Берг — нем. Klebb Berg) — холм высотой 116 м, возвышающийся над озером Бартенжек, находится к юго-западу от деревни Венеция.